# Dieter Hanelt

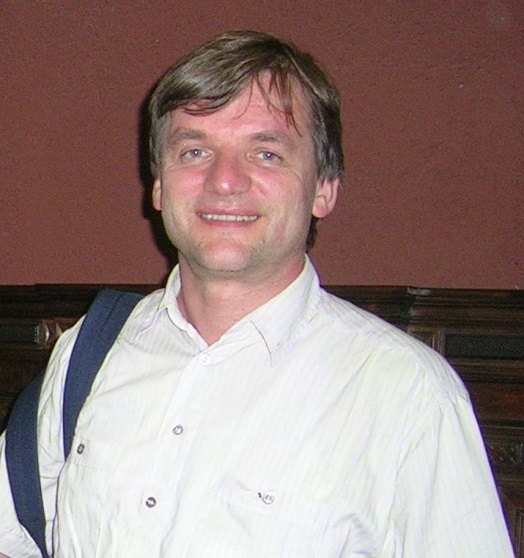
Dieter Hanelt

Dieter Hanelt (* 1. September 1960) ist ein deutscher Biologe und Professor für aquatische Ökophysiologie und Phykologie an der Universität Hamburg.

## Werdegang
Dieter Hanelt absolvierte 1987 ein Diplom in Biologie an der Philipps-Universität Marburg und promovierte dort 1990. Von 1990 bis 1994 arbeitete er als wissenschaftlicher Mitarbeiter im Schwerpunkt Antarktisforschung und im Sonderforschungsbereich Ökophysiologie der Deutschen Forschungsgemeinschaft an der Universität Marburg. 1994 bis 1996 forschte er als wissenschaftlicher Mitarbeiter der Biologischen Anstalt Helgoland (BAH) und 1996 bis 1998 im EU-Projekt UV-Effects on Marine Macrophytes am Alfred-Wegener-Institut für Polar- und Meeresforschung in Bremerhaven. 1998 habilitierte er an der Universität Bremen und erhielt die Venia Legendi für Botanik. 1999 bis 2003 hatte er die Leitung der Meeresbotanischen Abteilung und der Gastforschung der Biologischen Anstalt Helgoland inne. 2003 erhielt er eine Professur für Aquatische Ökophysiologe an der Universität Hamburg, sowie die Leitung der Hamburger Algenkulturensammlung (MZCH). Seit 2017 ist Dieter Hanelt Vorstandsvorsitzender der Deutschen Gesellschaft für Meeresforschung.

## Forschungsschwerpunkte
Hanelt hat folgende Forschungsschwerpunkte:
- Photosyntheseregulation in aquatischen, photoautotrophen Organismen

- Industrielle Biomassenproduktion von Mikro- und Makroalgen zur biotechnologischen Nutzung
- Abwasserreinigung mittels Algen- und Bakterienbiozoenosen
- Ökophysiologische Anpassung/Stressphysiologie und Biogeographie von aquatischen, photoautotrophen Organismen,
- Identifikation und Evolution der Zygnematophyceae
- Geräte- und Methodenentwicklung für biotechnologische Anwendungen.

## Auszeichnungen und Ehrungen
- Vorsitzender des Nutzerbeirats Biologische Anstalt Helgoland/Sylt (Stiftung Alfred-Wegener-Institut für Polar und Meeresforschung)
- Vorstandsvorsitzender der Deutschen Gesellschaft für Meeresforschung (DGM)
- Beiratsmitglied der Gesellschaft für Maritime Technik e.V.[4]

## Mitgliedschaften
- Deutsche Botanische Gesellschaft (DBG)
- Sektion Phykologie der DBG
- Deutsche Gesellschaft für Meeresforschung

## Publikationen (Auswahl)
- D. Hanelt: Photosynthesis assessed by chlorophyll fluorescence. In: D. P. Häder, G. S. Erzinger (Hrsg.): Bioassays, advanced Methods and Applications. Kap. 9, Elsevier, 2018, S. 196–197 doi:10.1016/B978-0-12-811861-0.00009-7.
- M. Stamenkovic, D. Hanelt: Protection strategies of Cosmarium strains (Zygnematophyceae, Streptophyta) isolated from various geographic regions against excessive photosynthetically active radiation. In: Photochem Photobiol. Band 89, 2013, S. 900–910.
- S. Hindersin, M. Leupold, M. Kerner, D. Hanelt: Irradiance optimization of outdoor microalgal cultures using solar tracked photobioreactors. In: Bioprocess Biosystems Engineering. Band 36, 2013, S. 345–355.
- D. Hanelt, C. Wiencke, K. Bischof: Photosynthesis in Marine Macroalgae. In: W. A. Larkum, E. Douglas, J. A. Raven (Hrsg.): Photosynthesis in Algae. (= Advances in Photosynthesis and Respiration. Band 14). Kluwer Academic, 2003, ISBN 0-7923-6333-7, S. 413–435.
- D. Hanelt: Capability of dynamic photoinhibition in marine macroalgae is related to their depth distribution. In: Marine Biology. Band 131, 1998, S. 361–369.